# Corredera (mecánica)

Esquema de una corredera. Se caracteriza porque solo permite un movimiento lineal. A diferencia de una junta giratoria, se evita que el eje gire (esto se puede lograr dando al eje una forma prismática, que no es visible aquí)

Una corredera es un elemento mecánico que permite un desplazamiento rectilíneo  entre dos cuerpos por deslizamiento. Se puede construir con una sección transversal poligonal para evitar por completo la rotación entre sus dos piezas. Elementos relacionados son la junta de cola de milano y los cojinetes lineales. 
La posición relativa de dos cuerpos conectados por una corredera se define por la magnitud del deslizamiento lineal de uno en relación con el otro. Este movimiento definido por un único parámetro identifica esta articulación como un par cinemático de un grado de libertad.
Un ejemplo del uso de este mecanismo es el enlace de manivela deslizante, y a menudo se encuentra en cilindros hidráulicos y neumáticos.